# Eustiromastix major
Eustiromastix major là một loài nhện trong họ Salticidae.
Loài này thuộc chi Eustiromastix. Eustiromastix major được Eugène Simon miêu tả năm 1902.